# Thank Me Later
Thank Me Later é o álbum de estreia do rapper Drake. Foi lançado em 15 de Junho de 2010, com as editoras discográficas, Young Money e Cash Money a produzirem o álbum e a Universal Republic encarregar-se-à. O disco teve a colaboração de Jay-Z, Kanye West e  Lil Wayne e Young Jeezy. Drake falou também no desejo de colaborar com Andre 3000 no seu álbum.

## Fundo musical
A 28 de Maio de 2009, a editora canadense independente Canadian Money Entertainment vendeu um álbum do cantor não-autorizado, The Girls Love Drake, em lojas de venda online como, iTunes, Rhapsody.com, Shockhound e Amazon.com, inclusive interpôs um plano de processo contra a editora.

## Faixas
1. "Fireworks" (com Alicia Keys)
2. "Karaoke"
3. "The Resistance"
4. "Over"
5. "Show Me A Good Time"
6. "Up All Night"	(com Nicki Minaj)
7. "Fancy" (com Swizz Beatz e T.I.)
8. "Shut It Down"	(com The-Dream)
9. "Unforgettable" (com Young Jeezy)
10. "Light Up" (com Jay-Z)
11. "Miss Me" (com Lil' Wayne)
12. "Cece's Interlude"
13. "Find Your Love"
14. "Thank Me Now"

Bónus iTunes (RU)
1. "Best I Ever Had"
2. "9am In Dallas"

Bónus (Japão)
1. "Best I Ever Had"
2. "Uptown" (com Bun B & Lil' Wayne)
3. "Successful" (com Trey Songz & Lil' Wayne)

## Singles
- "Over"
- "Find Your Love"
- "Miss Me"
- "Fancy"

### Certificações e vendas
| País           | Certificador | Certificação | Vendas    |
| -------------- | ------------ | ------------ | --------- |
| Canadá         | Music Canada | Platina      | 100,000   |
| Estados Unidos | RIAA         | Platina      | 1,143,000 |